# Walter Drechsel
Walter Drechsel (7 de outubro de 1902 – 20 de dezembro de 1977) foi um político alemão do Partido Democrático Liberal (FDP) e ex-membro do Bundestag alemão.

## Vida
Ele foi membro do Bundestag alemão de 1953 a 1957. No parlamento, ele representou o círculo eleitoral de Göttingen - Münden.

## Literatura
Herbst, Ludolf; Jahn, Bruno (2002).  Vierhaus, ed. Biographisches Handbuch der Mitglieder des Deutschen Bundestages. 1949–2002 (em alemão). München: De Gruyter - De Gruyter Saur. 1715 páginas. ISBN 978-3-11-184511-1